# UGC 11973
PGC 68482 = UGC 11973 ist eine Spiralgalaxie vom Hubble-Typ SAB(s)bc im Sternbild Kepheus am Nordsternhimmel. Sie ist schätzungsweise 198 Millionen Lichtjahre von der Milchstraße entfernt. Gemeinsam mit drei anderen Galaxien bildet sie die Galaxiengruppe "LGG 456".

## UGC 11973-Gruppe (LGG 456)
| Galaxie   | Alternativname | Entfernung/Mio. Lj |
| --------- | -------------- | ------------------ |
| PGC 68482 | UGC 3422       | 198                |
| NGC 7248  | PGC 68485      | 194                |
| UGC 12027 | PGC 68769      | 184                |
| PGC 68736 | Mrk 909        | 207                |